# Eli Manning

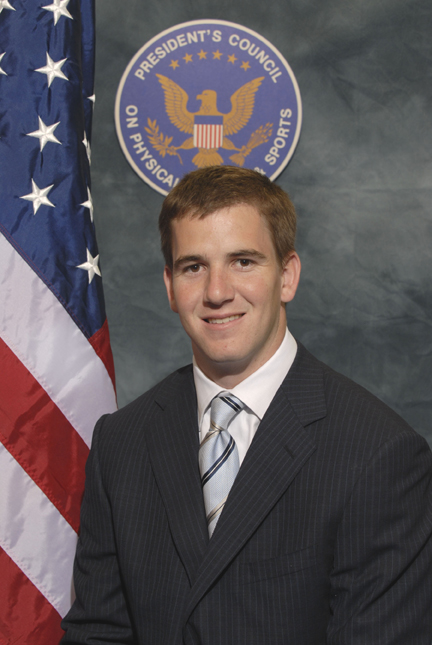
Eli Manning

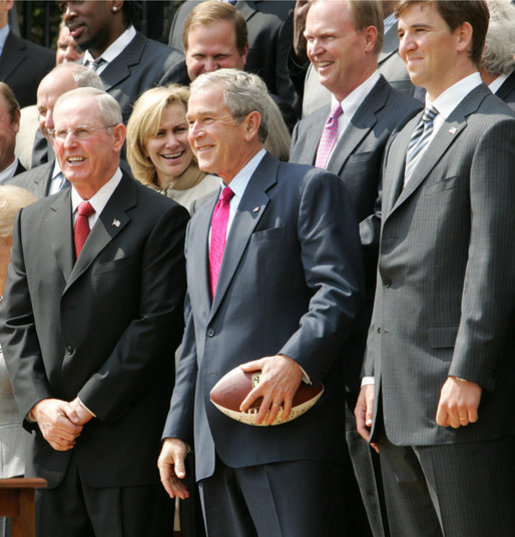
Tom Coughlin, George W. Bush och Eli Manning i Vita huset efter New York Giants vann Super Bowl XLII.

Elisha Nelson "Eli" Manning, född 3 januari 1981 i New Orleans, spelade quarterback i NFL-laget New York Giants. Han är bror till Peyton Manning och Cooper Manning samt son till Archie Manning. Eli har vunnit två Super Bowls, Super Bowl XLII och Super Bowl XLVI. I båda finalerna besegrades New England Patriots.